# Пакстонвил (Пенсилванија)
Пакстонвил (енгл. Paxtonville) насељено је место без административног статуса у америчкој савезној држави Пенсилванија.

## Демографија
По попису из 2010. године број становника је 265, што је 44 (19,9%) становника више него 2000. године.
| Група             | 2000.        | 2010.       |
| Белци             | 221 (100,0%) | 264 (99,6%) |
| Афроамериканци    | 0 (0,0%)     | 0 (0,0%)    |
| Азијати           | 0 (0,0%)     | 0 (0,0%)    |
| Хиспаноамериканци | 0 (0,0%)     | 1 (0,4%)    |
| Укупно            | 221          | 265         |